# 修道女の悶え
『修道女の悶え』（しゅうどうじょのもだえ、伊: Interno di un convento）は、1977年に製作されたイタリアのナンスプロイテーション映画。ワレリアン・ボロズウィック監督。原作はスタンダールの『ローマ散歩』。日本では劇場未公開。

## キャスト
- クララ：リジア・ブラニス
- ヴェロニカ：マリナ・ピエロ
- ロドリゴ：ハワード・ロス